# Avenue Gambetta (Bagnolet)
Pour les articles homonymes, voir Avenue Gambetta.
L'avenue Gambetta est un des axes importants de Bagnolet.

## Situation et accès
L'avenue suit le tracé de la route départementale 20B. Orientée du sud-ouest au nord-est, elle rencontre notamment l'avenue Jean-Jaurès, la rue Hoche et la rue des Loriettes.

## Origine du nom

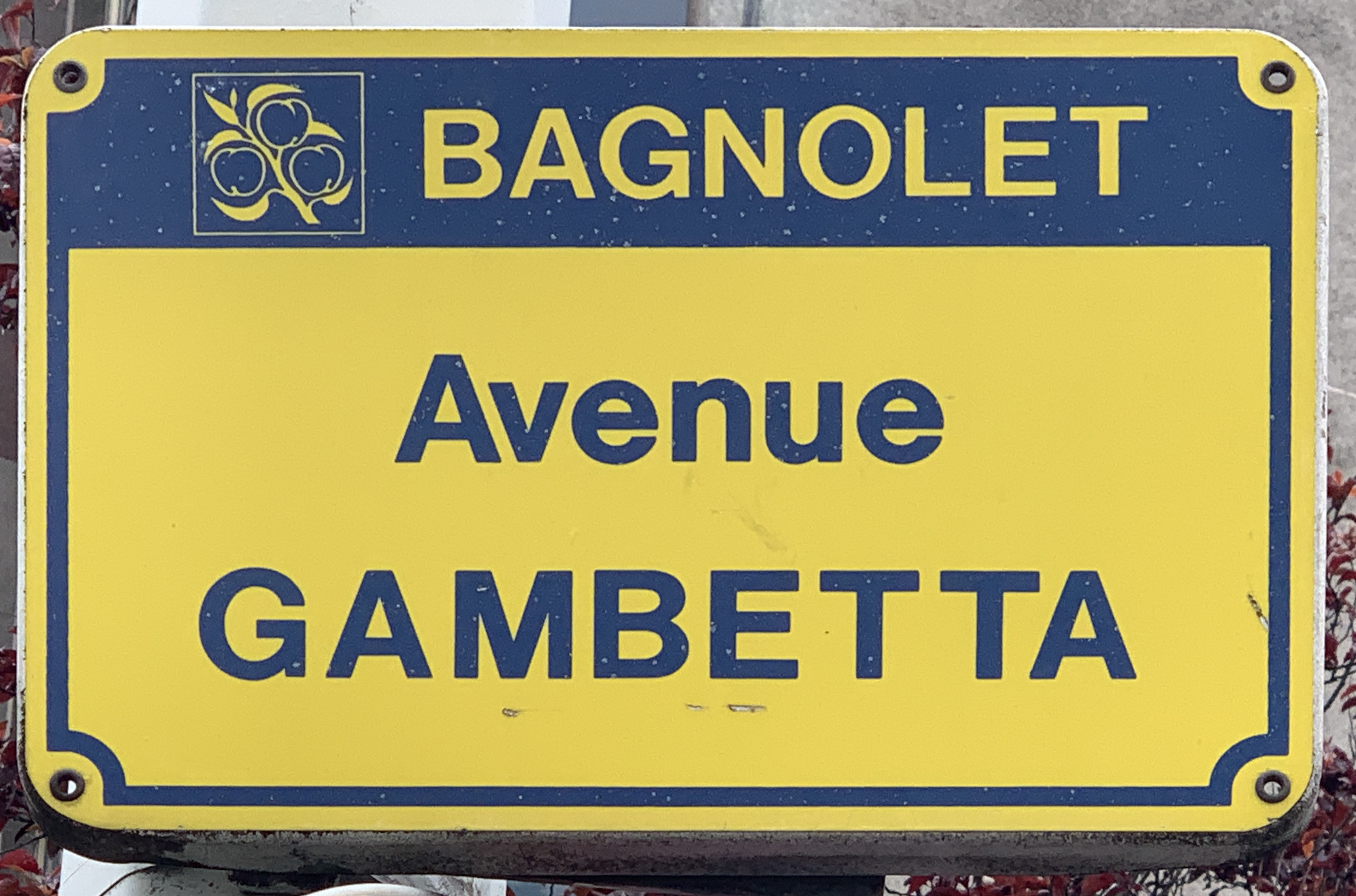
Plaque de l'avenue.

Elle est nommée ainsi en hommage à Léon Gambetta, homme politique français.

## Historique
Comme l'avenue de la République, elle est ouverte vers 1912.
En 1971, l'avenue Gambetta fait l'objet d'un cliché de la série photographique 6 mètres avant Paris, réalisée par Eustachy Kossakowski.

## Bâtiments remarquables et lieux de mémoire
- Parc du château de l'Etang[3], aujourd'hui parc Josette-et-Maurice-Audin. Cet étang était une glaisière, remplie par les eaux de source et par les eaux ruisselant du plateau, et partie destiné à alimenter les fontaines du château de la duchesse d’Orléans, dit château de Bagnolet[4].
- Ensemble scolaire Saint-Benoist de l'Europe. Le bâtiment originel qui date de 1930 dont l'architecte est Florent Nanquette a été ensuite surélevé d'un étage[5].
- Tours Mercuriales.

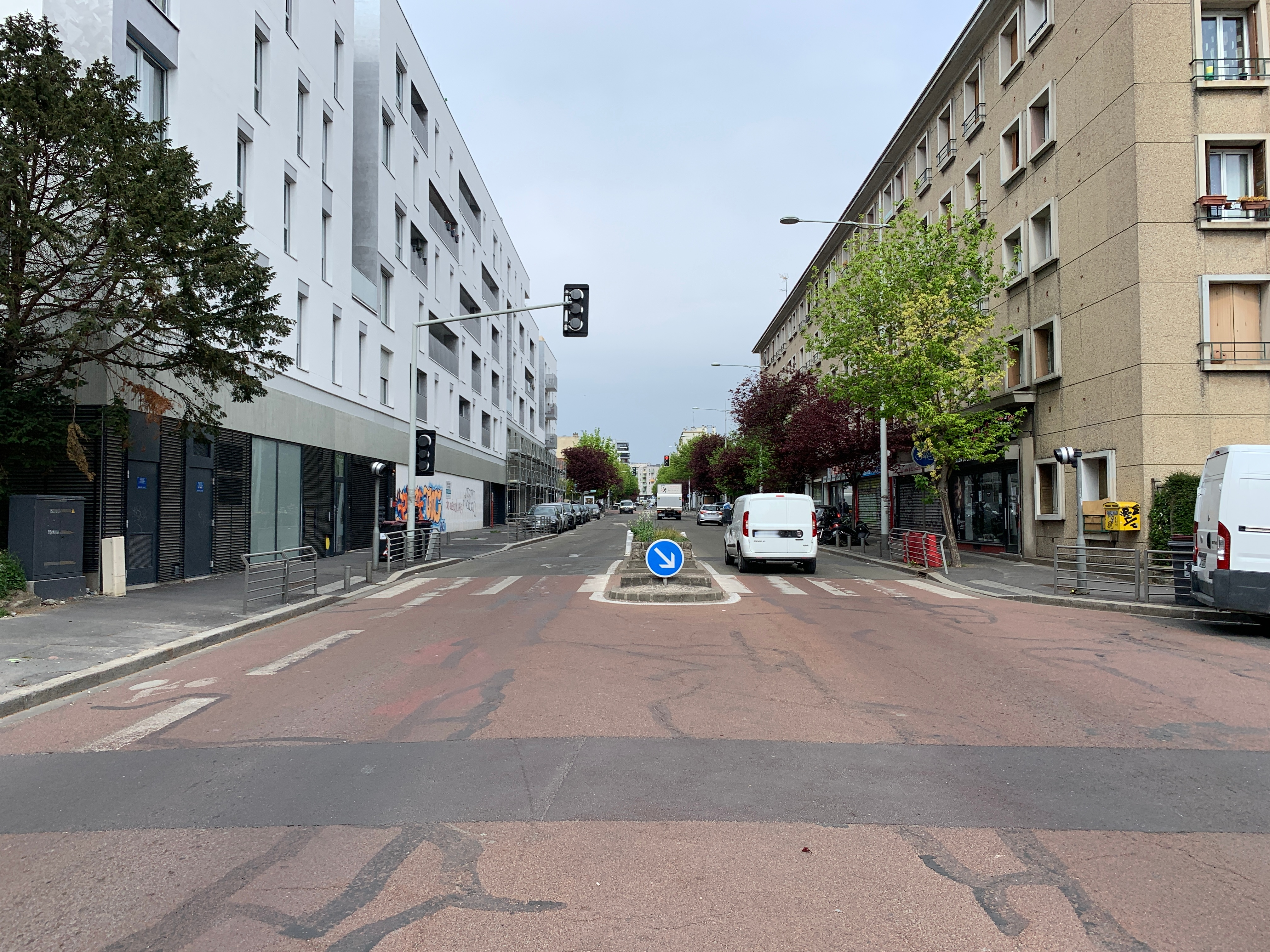
L'avenue en avril 2021
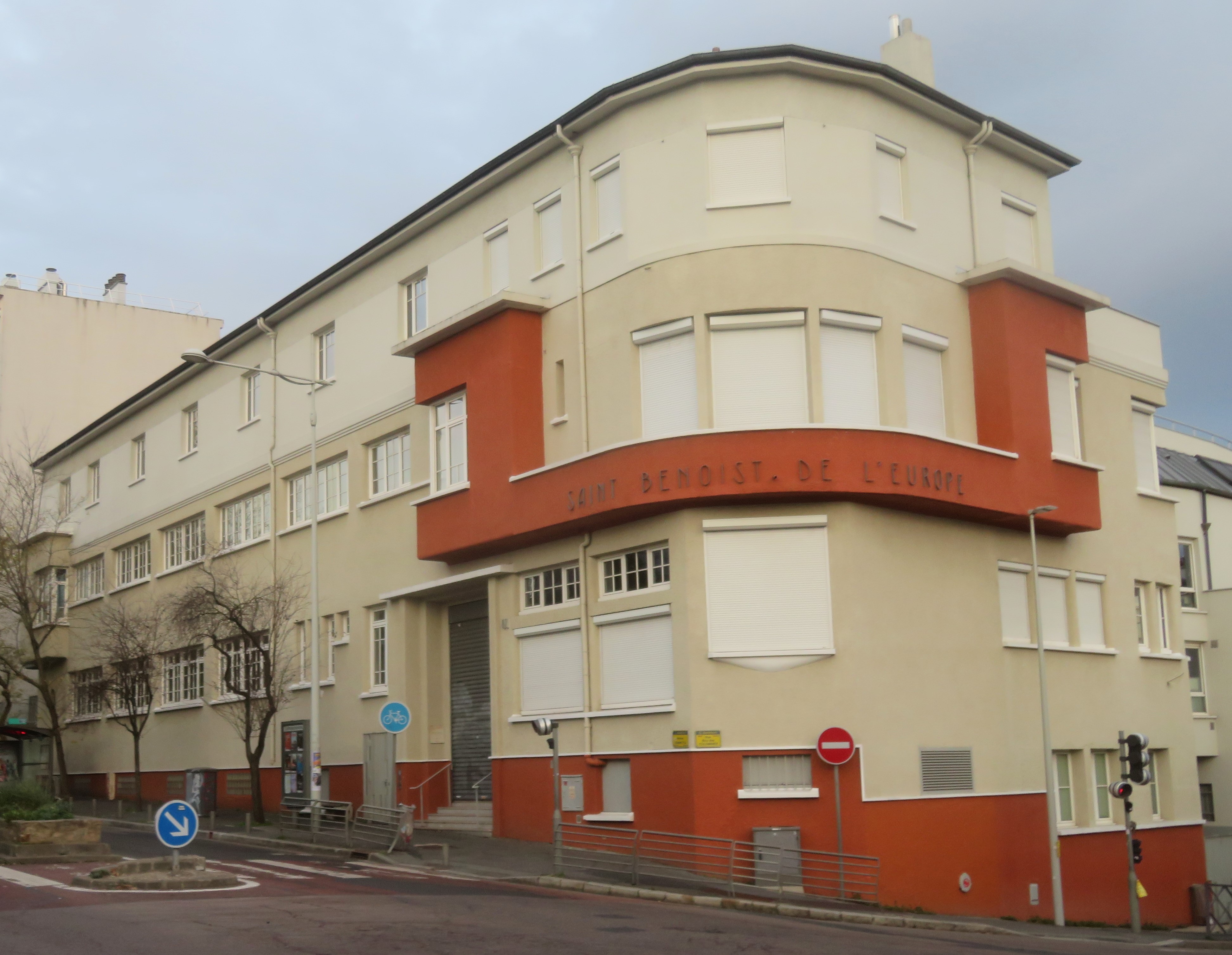
L'école Saint-Benoist de l'Europe